# Synagoge (Chalkida)

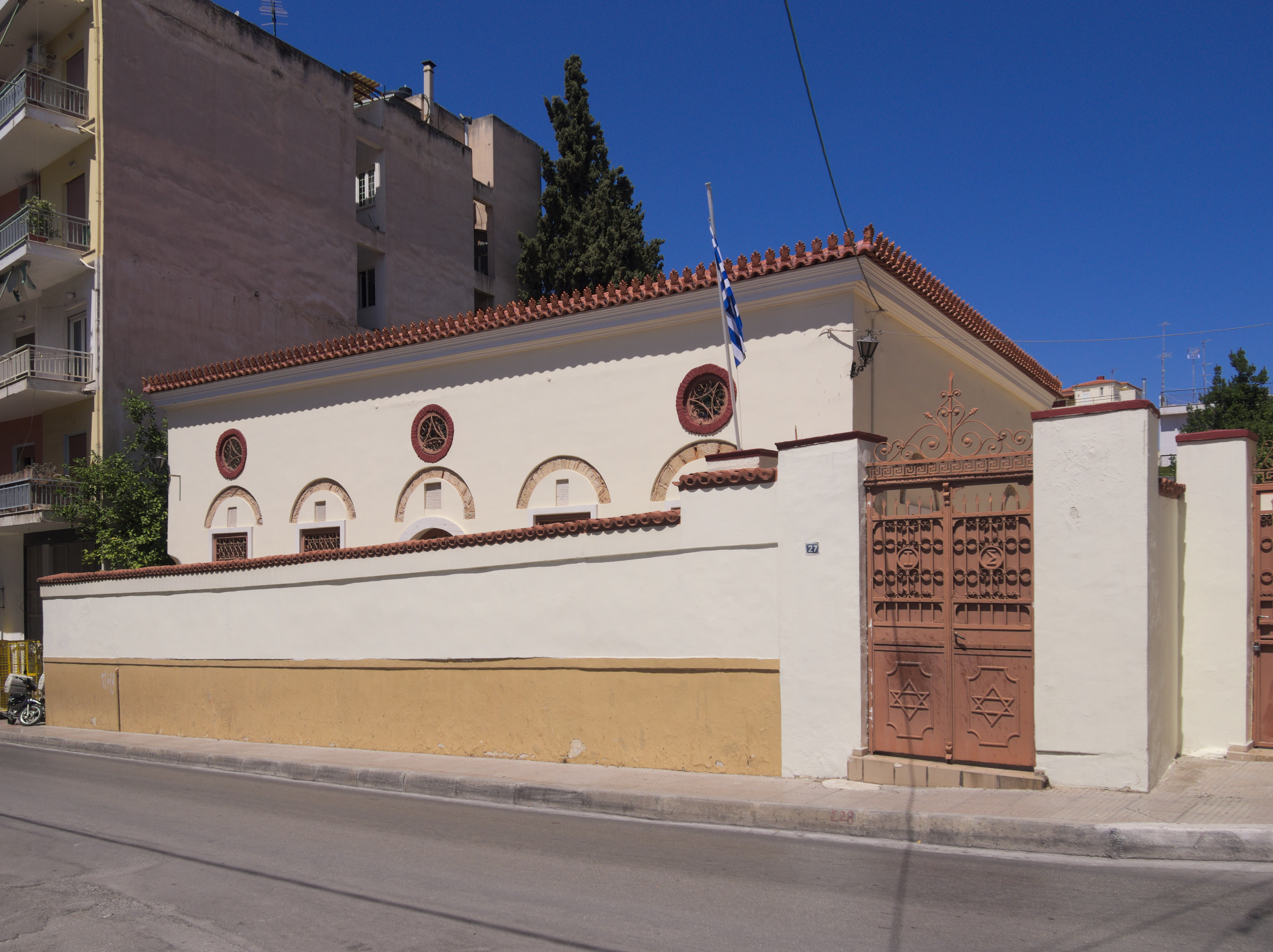
Synagoge in Chalkida

Die Synagoge in Chalkida, der Hauptstadt der griechischen Insel Euböa, wurde 1855 an der Stelle eines durch Brand zerstörten Vorgängerbaus errichtet. Die Synagoge steht in der Odos Kotsou.